# Lista de membros da Royal Society eleitos em 1778
Esta é uma lista de Membros da Royal Society eleitos em 1778.

## Fellows
1. John Alstroemer (1742–1786)
2. Wade Toby Caulfeild (1732–1800)
3. Thomas Cave (1737–1780)
4. Henry Dawkins (c.1728–1814)
5. Matthew Dobson (1732–1784)
6. John Douglas (1721–1807)
7. Joseph Else (died 1780)
8. Henry Englefield (1752–1822)
9. Anthony Fothergill (1732–1813)
10. Archibald Campbell Fraser (1736–1815)
11. Thomas de Grey, 2nd Baron Walsingham (1748–1818)
12. Alexander Hay
13. Benjamin Heath (-1817)
14. Robert Banks Hodgkinson (ca. 1721–1822)
15. William Augustus Howard (-1800)
16. Charles Peter Layard (1749–1903)
17. John Lockman (ca. 1721–1807)
18. Joseph Nash (-1782)
19. Henry Partridge (-1803)
20. William Preston (1729–1789)
21. Lancelot Shadwell (-1815)
22. Robert Boyle-Walsingham (1736–1780)
23. James Watson (1748–1796)
24. Richard Worsley (1751–1805)
25. William Wright (1735-1819)
26. John Wyatt (-1797)